# Цариградска конференция на ВМРО (обединена) от 1929 година
Цариградската конференция на Вътрешната македонска революционна организация (обединена) от 1929 година е съвещание на групата националреволюционери в организацията.
След сблъсъка с комунистическото крило в организацията на Берлинската конференция и налагането от страна на комунистите на Димитър Влахов като член на Централния комитет и Задграничното представителство, националреволюционерите в организацията се събират през есента на 1929 година в турската столица Цариград на нова конференция.
Конференцията заседава в продължение на пет дни в дома на Михаил Герджиков. Присъстват Павел Шатев, Герджиков, Занков, Филип Атанасов, Христо Цветков, Славе Иванов, Петър Карчев, Христо Ампов и Йосиф Кондов. Опит да проникне на конференцията прави и Лазар Поповски, който обаче не е допуснат като сръбски агент. Очакваният комунистически представител Черски не пристига. Делегатите от Егейска Македония Захо Захов, живеещ в Солун като югославски поданик и Георги Арабаджиев, служител в солунски хотел не пристигат. Не пристигат и делегатите от Вардарска Македония д-р Тома Фиданчев и Йосиф Анастасов, които обаче упълномощават да ги представляват съответно Герджиков и Ампов.
Първият доклад е изнесен от Ампов като секретар на Областния комитет и засяга изключително организационни въпроси на Трета революционна област (Пиринска Македония и емиграцията). Вторият доклад е изнесен от Карчев, който се спира на идейните основи на ВМРО (обединена). Третият и най-обширен доклад е на Герджиков. В него той прави исторически преглед на македоно-одринското националноосвободително движение, на перипетиите и катастрофите му, които донасят на България и Македония Балканската и Първата световна война, разглежда поуките от тях и новите пътища за борба след войните. В докладите и на Карчев и на Герджиков се казва, че единственият път е балкански единен революционен фронт на всички национал- и социалреволюционни движения с подкрепата на СССР.
В резолюцията на конференцията се отхвърля правото на Берлинската да бъде наричана Първа обща редовна конференция на ВМРО (обединена), тъй като няма достатъчен брой делегати от Македония и от емиграцията. Критикува се Българската комунистическа партия за опитите ѝ да овладее ВМРО (обединена), дирижирането на Берлинската конференция и намесата чрез налагането на Влахов. Конференцията настоява за спиране на „Македонско дело“, който се е превърнал в орган на комунистическата фракция и за провеждане на конгрес в шестмесечен срок. Решено е екземпляри от протоколите да се пратят в СССР от Шатев, на „Влаховци“ и Черски във Виена или Берлин от Герджиков.
Като продължение на тази конференция на следната година отново в Цариград се провежда нова конференция на ВМРО (обединена).